# 埼玉県道31号本庄寄居線
埼玉県道31号本庄寄居線（さいたまけんどう31ごう ほんじょうよりいせん）は、埼玉県本庄市から、大里郡寄居町までを接続する、県道（主要地方道）である。なお、1994年（平成6年）4月1日までは整理番号が25だった。

## 主な情報
- 実延長：9,933m
- 起点：埼玉県本庄市 国道17号交点
- 終点：埼玉県寄居町 国道140号交点
- 舗装率：100%

## 詳細情報

### 通過する自治体
- 本庄市
- 児玉郡
  - 美里町
- 深谷市
- 大里郡
  - 寄居町

### 交差する主要道路
| 交差する道路                    | 交差する道路                    | 交差点名     | 所在地        | 所在地      |
| ------------------------------- | ------------------------------- | ------------ | ------------- | ----------- |
| 国道17号                        | 国道17号                        | 東台5丁目    | 本庄市        | 東台        |
| 埼玉県道392号勅使河原本庄線     | 埼玉県道392号勅使河原本庄線     | 中山道交差点 | 本庄市        | 東台        |
| （二本松通り）                  | （二本松通り）                  | 駅南2丁目    | 本庄市        | 朝日町1丁目 |
| 埼玉県道23号藤岡本庄線          | 埼玉県道23号藤岡本庄線          | けや木2丁目  | 本庄市        | けや木2丁目 |
| 埼玉県道86号花園本庄線          |                                 |              | 本庄市        | 北堀        |
| 埼玉県道352号児玉町蛭川普済寺線 | 埼玉県道352号児玉町蛭川普済寺線 | 小茂田       | 児玉郡 美里町 | 小茂田      |
| 埼玉県道75号熊谷児玉線          |                                 | 阿那志       | 児玉郡 美里町 | 阿那志      |
|                                 | 埼玉県道75号熊谷児玉線          | 関           | 児玉郡 美里町 | 関          |
| 埼玉県道175号小前田児玉線       | 埼玉県道175号小前田児玉線       | 野中         | 児玉郡 美里町 | 猪俣        |
| 国道254号                       | 国道254号                       | 猪俣         | 児玉郡 美里町 | 猪俣        |
| -                               | 埼玉県道265号寄居岡部深谷線     | 仙元前       | 児玉郡 寄居町 | 用土        |
| -                               | 埼玉県道62号深谷寄居線          | 山崎公会堂前 | 児玉郡 寄居町 | 桜沢        |
| 国道140号                       |                                 |              | 児玉郡 寄居町 | 桜沢        |

### 重複区間
- 埼玉県道86号花園本庄線（本庄市東台 - 北堀）
- 埼玉県道75号熊谷児玉線 （美里町阿那志 - 美里町関）
- 国道254号 （美里町猪俣 - 寄居町桜沢）

### 沿線の施設
- 本庄市役所
- 本庄郵便局
- JR本庄駅
- 埼玉県本庄地方庁舎
- 本庄市文化会館
- 本庄市中央公民館
- 埼玉県本庄県土整備事務所
- 本庄総合病院
- 本庄市立北泉小学校
- 本庄早稲田駅
- 埼玉県立本庄特別支援学校
- 美里東児玉郵便局
- 児玉警察署東児玉駐在所
- 美里郵便局
- 美里町役場
- 児玉郡市広域消防本部美里分署
- JR松久駅

## 交通情報

### 路線バス
- 武蔵観光バス （本庄駅 - 寄居車庫）

## ギャラリー

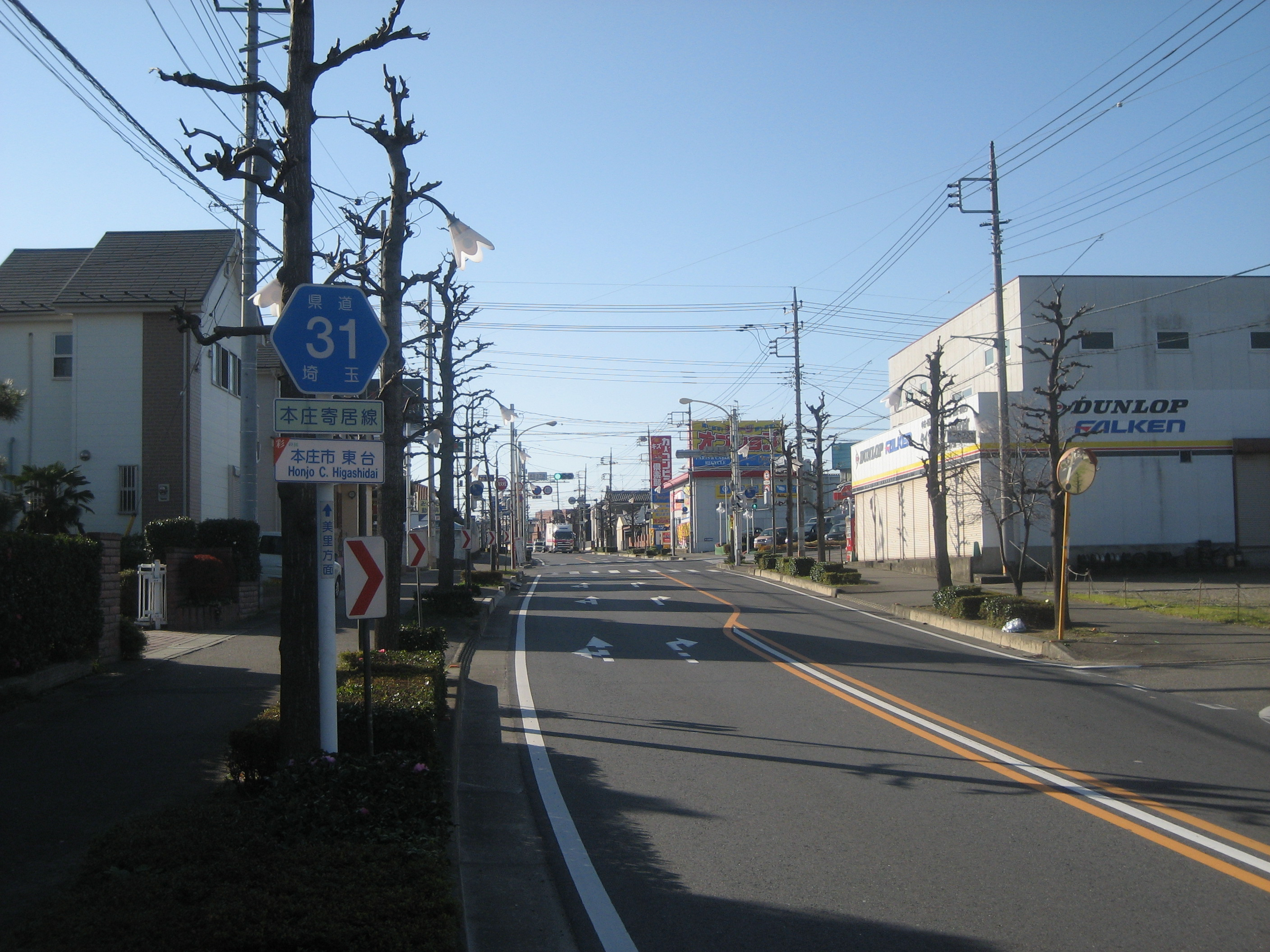
本庄市東台付近
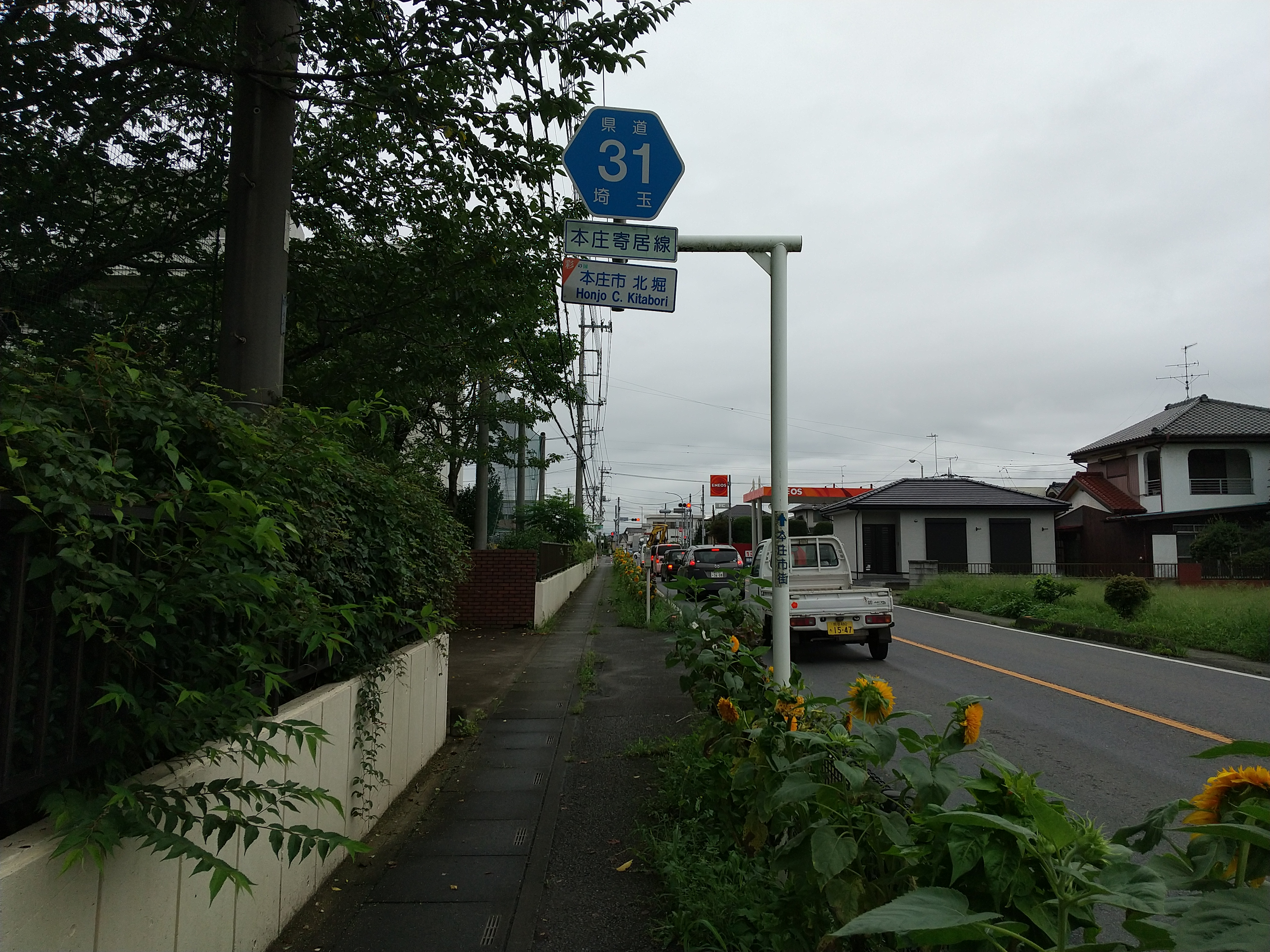
本庄市北堀付近
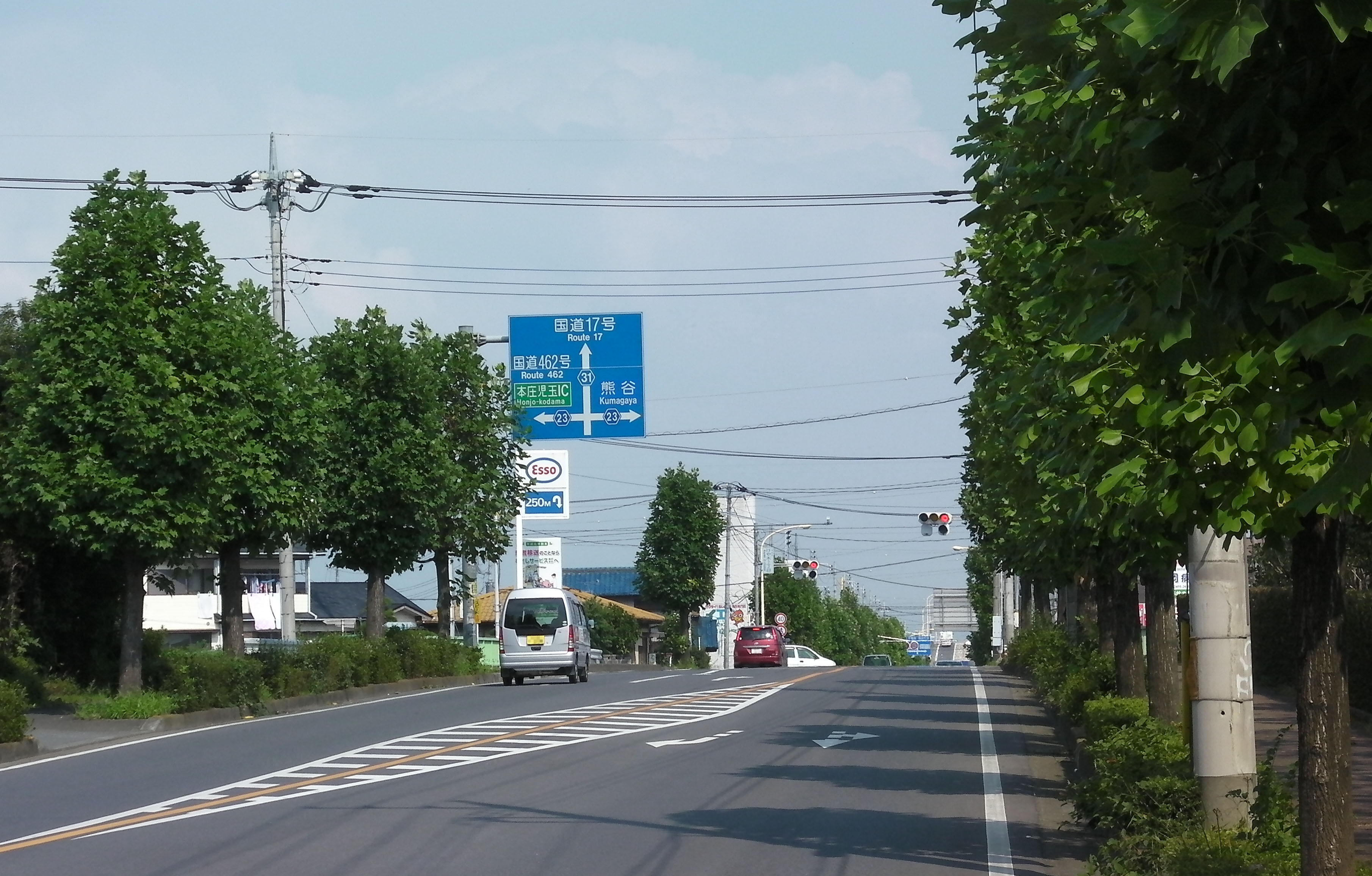
（本庄市内、2010年（平成22年）10月）
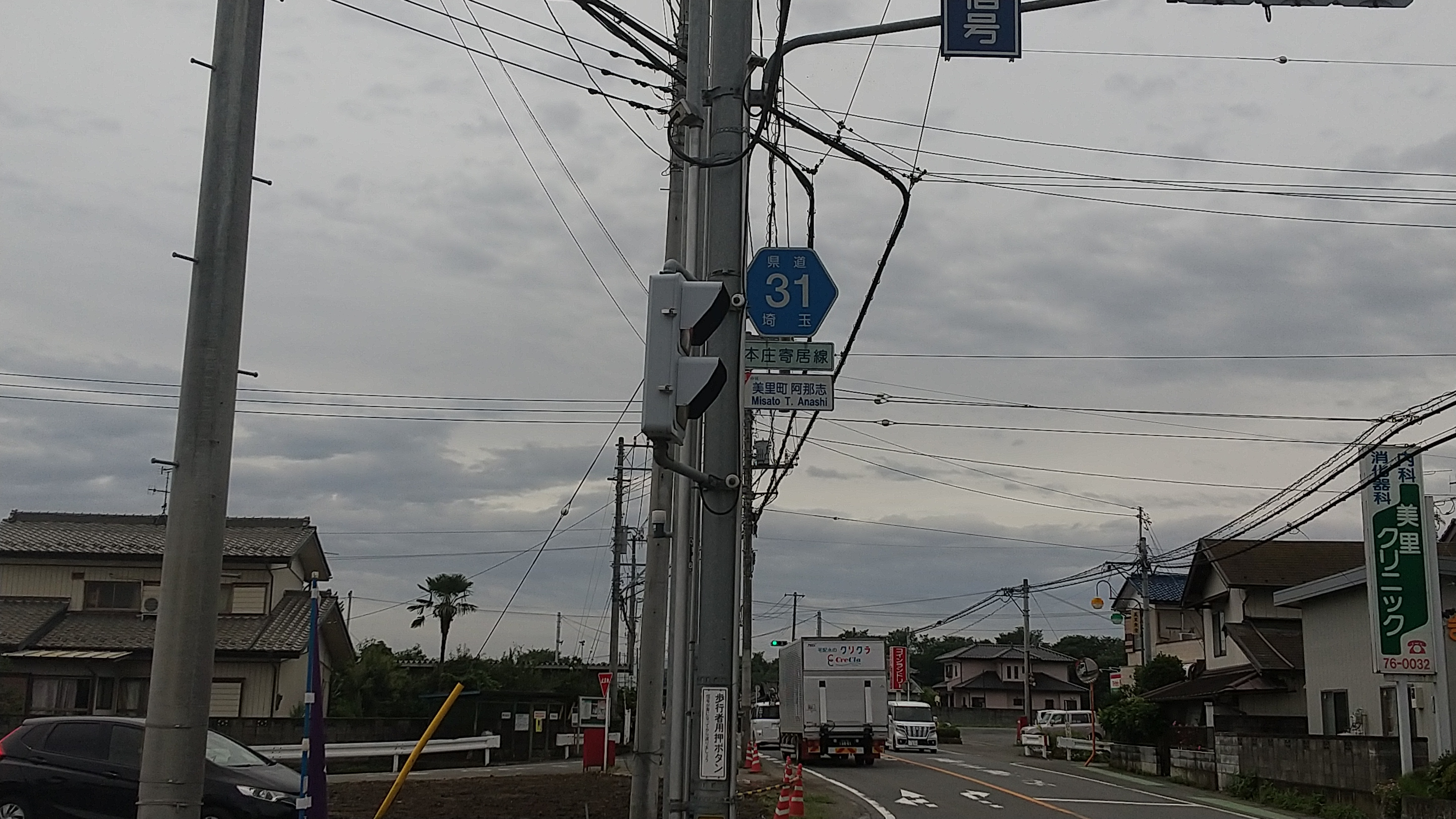
美里町阿那志付近
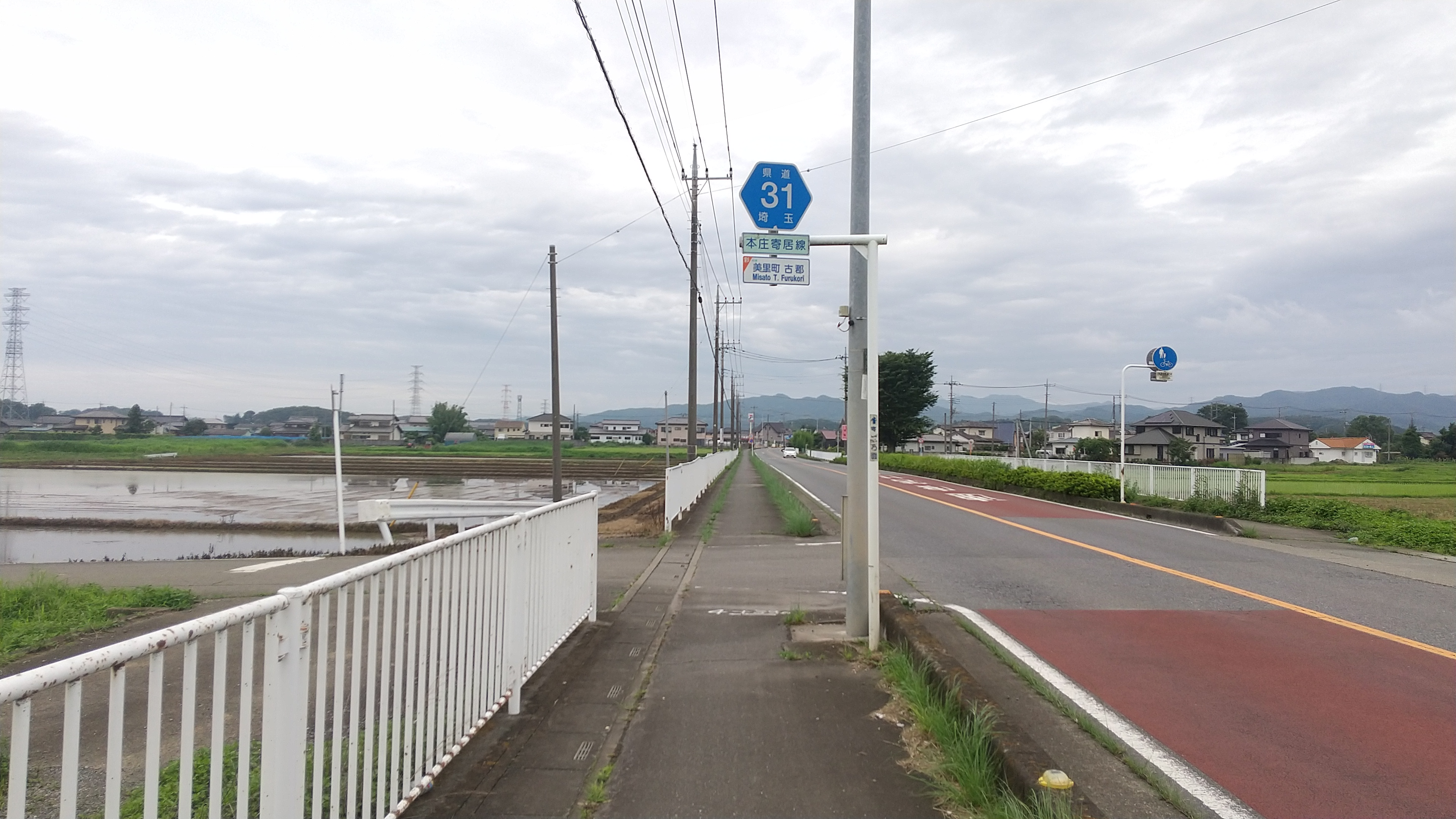
美里町古郡付近
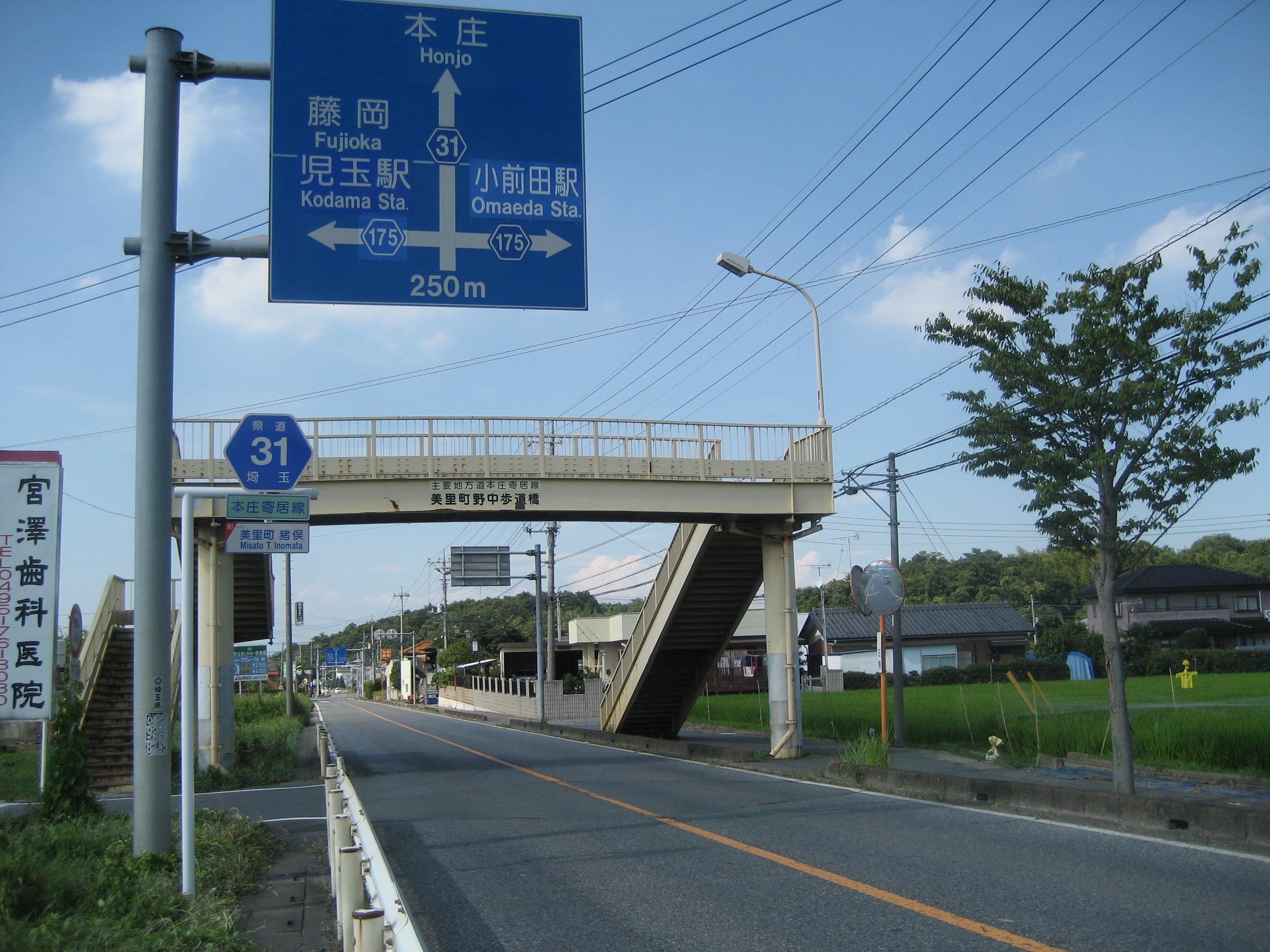
美里町猪俣付近